# Пино Серами
Пино Серами (1922 — 20. септембар 2014) био је белгијски бициклиста. Професионалну каријеру је започео 1946. године у клубу Индепендент. Рођен је на Сицилији у Италији но постао је грађанин Белгије, 1956. године.
Освојио је бронзану медаљу на Светском купу у бициклистичким тркама, 1960. године. Учествовао је на трци Париз-Рубе, 1960. године те је тада био и победник. На Тур де Франсу, 1963. године постао је најстарији победник икада. Наиме, тада је имао 41 годину.
Преминуо је 20. септембра 2014. године након дуге и тешке болести.